# Такауанский миштекский язык
Такауанский миштекский язык (Mixteco de Santa Cruz Tacahua, Mixteco del sur medio, Tacahua Mixtec) — миштекский язык, на котором говорят в округе Тлахиако, восточнее города Йосондуа и юго-восточнее города Сан-Мигель-эль-Гранде, штата Оахака в Мексике. Диалект находится под угрозой исчезновения, потому что 70 % (примерно 60 человек) одноязычных носителей являются пожилыми людьми и нет ни одного говорящего в возрасте до 35 лет.